# Livin' on the Fault Line
| Recensione                        | Giudizio    |
| --------------------------------- | ----------- |
| AllMusic                          | [ 2 ]       |
| The New Rolling Stone Album Guide | [ 3 ]       |
| Sputnikmusic                      | 3.5 (Great) |
| Piero Scaruffi                    | [ 5 ]       |
| Dizionario del Pop-Rock           | [ 6 ]       |
| 24.000 dischi                     | [ 7 ]       |

Livin' on the Fault Line è il settimo album discografico in studio del gruppo musicale rock statunitense The Doobie Brothers, pubblicato nell'agosto del 1977.

## Tracce
Lato A
1. You're Made That Way – 3:30 (Michael McDonald, Jeffrey Baxter, Keith Knudsen)
2. Echoes of Love – 2:57 (Patrick Simmons, Willie Mitchell, Earl Randle)
3. Little Darling (I Need You) – 3:24 (Holland, Dozier, Holland)
4. You Belong to Me – 3:04 (Michael McDonald, Carly Simon)
5. Livin' on the Fault Line – 4:42 (Patrick Simmons)

Lato B
1. Nothin' But a Heartache – 3:05 (Michael McDonald)
2. Chinatown – 4:55 (Patrick Simmons)
3. There's a Light – 4:12 (Michael McDonald)
4. Need a Lady – 3:21 (Tiran Porter)
5. Larry the Logger Two-Step – 1:16 (Patrick Simmons)

## Formazione
Gruppo
- Patrick Simmons - chitarre, voce
- Jeff Baxter - chitarre
- Michael McDonald - tastiere, voce
- Tiran Porter - basso, voce
- John Hartman - batteria
- Keith Knudsen - batteria, voce

Collaboratori
- Bobby LaKind - congas, voce
- Dan Armstrong - sitar elettrico (brano: Need a Lady)
- Norton Buffalo - armonica (brano: There's a Light)
- Victor Feldman - vibrafono (brano: Livin' on the Fault Line)
- Rosemary Butler - accompagnamento vocale-coro (brani: Little Darling (I Need You), You Belong to Me e There's a Light)
- Maureen McDonald - accompagnamento vocale-coro (brano: You're Made That Way)
- David Paich - arrangiamento strumenti ad arco e strumenti a fiato

Note aggiuntive
- Ted Templeman - produttore
- Beth Naranjo - coordinatrice alla produzione
- Registrato e mixato al Sunset Sound Recorders di Hollywood, California
- Registrazioni aggiunte effettuate al: Western Recorders (Hollywood) ed al Warner Bros. Recording Studios (North Hollywood)
- Donn Landee - ingegnere delle registrazioni
- Kent Nebergall - secondo ingegnere delle registrazioni
- Bruce Steinberg - design album e fotografie copertina album
- Roger Glenn - pilota aereo (della fotografia aerea)
- Kristin Sundborn - hand-tinting[10]

## Classifica
Album
| Anno | Classifica            | Posizione raggiunta |
| ---- | --------------------- | ------------------- |
| 1977 | Billboard 200         | 10                  |
| 1977 | Official Albums Chart | 25                  |

Singoli
| Anno | Titolo del brano            | Classifica        | Posizione raggiunta |
| ---- | --------------------------- | ----------------- | ------------------- |
| 1977 | Little Darling (I Need You) | Billboard Hot 100 | 48                  |
| 1977 | Echoes of Love              | Billboard Hot 100 | 66                  |